# Station Piaseczno Północne
Station Piaseczno Północne is een spoorwegstation in de Poolse plaats Piaseczno.